# Adrenaline (chanson de Shinedown)
Pour les articles homonymes, voir Adrénaline (homonymie).
Singles de Shinedown
I'll Follow You
(2013) Miracle
(2013)
Adrenaline est le dix-huitième single du groupe Shinedown et le cinquième de l'album Amaryllis sorti en 2012.

## Classements
| Classement (2013)            | Meilleure position |
| ---------------------------- | ------------------ |
| États-Unis (Mainstream Rock) | 4                  |
| États-Unis (Rock Airplay)    | 16                 |

## Liste des chansons
| 1.   | Adrenaline (Brent Smith, Eric Bass, Dave Bassett) | 4:04 |
| 4:04 |                                                   |      |